# Andreas Lämmel
Andreas Lämmel (nascido em 19 de abril de 1959) é um político alemão. Nasceu em Falkenstein, Saxônia, e representa a CDU. Andreas Lämmel é membro do Bundestag pelo estado da Saxónia desde 2005.

## Vida
Ele tornou-se membro do Bundestag após as eleições federais alemãs de 2005. É membro da Comissão de Economia e Energia.